# News of the World (brittisk tidning)

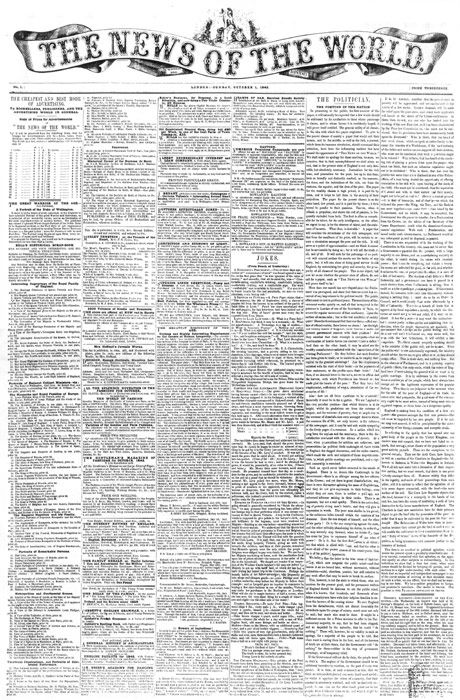
Första numret av News of the World 1843

News of the World var en konservativ, brittisk söndagstidning, grundad 1843. Efter en stor avlyssningsskandal lades tidningen ner 2011. Den ersattes senare av The Sun on Sunday.

## Historik
News of the World var känd för sina kändis- och skandalreportage och populistiskt grundade nyheter. Tidningen grundades 1843 av John Browne Bell, 1924 var tidningen en av sponsorerna bakom Damolympiaden 1924. Efter ett par ägarbyten övergick tidningen 1969 till Rupert Murdochs  medieföretag News Ltd, senare namnändrat till News International. ett dotterföretag till News Corporation. Den gick över till tabloidformat i maj 1984. Tidningen stödde Konservativa partiet.
News of the World fungerade som söndagstidning till systerdagstidningen The Sun. Den hade 2011 en upplaga på 2,8 miljoner exemplar per utgivet nummer. På grund av sitt intresse för sexskandaler gick tidningen under öknamnet News of the Screws.

### Avlyssningsskandalen år 2011
News of the World upphörde med sin utgivning från och med 10 juli 2011 på grund av en stor avlyssningsskandal. Det uppdagades av den grävande journalisten Nick Davies i dagstidningen The Guardian att tidningen anlitat privatdetektiver som hackat och telefonavlyssnat kändisar och anhöriga till stupade brittiska soldater. 

## Efterföljaren The Sun on Sunday
Ett drygt halvår efter söndagstidningens nedläggning ersattes den av en liknande söndagstidning, The Sun on Sunday. Denna utkom första gången 26 februari 2012. Den nya tidningens redaktion innehöll många av de tidigare medarbetarna på News of the World, efter att flera av dem släppts av polisen. Verksamheten fortsätter således i princip i samma stil, under nytt namn men med samma ägare – News Corporation.